# Dasaretia

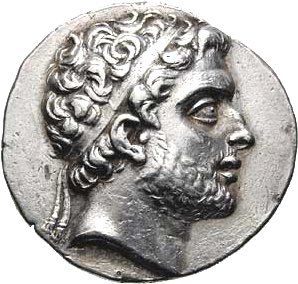
Dracma de Filipo V de Macedonia (r. 221–179 a. C.)

Dasaretia (en griego antiguo: Δασσαρήτις, romanizado: Dassaretia)  fue una antigua región de los Balcanes occidentales situada al sur de Iliria, cerca de la frontera occidental del Reino de Macedonia. Se extendía desde el lago Licnido (actual Ocrida, entre Albania y Macedonia del Norte) hasta Antipatria (actual Berat, Albania) a lo largo del río Apso Superior (actual Semani, Albania). Estaba habitada principalmente por los dasaretas, una subtribu de los caones, aunque se dice que pisantinos y febacios (en Febacia) residían allí. Basándose en las obras de historiadores y geógrafos grecorromanos, las ciudades que componían la región eran: Pelión, Antipatrea, Crisondio (también Codrio), Gerto (o Gero), Creonium, Orgeso (quizá el Orgiso de Polibio), Corrago (quizá el Cérace de Polibio), Satio, Ilión, Enquelarias, Boios, Licnido y Gerunio.
Durante la Guerra Social (220-217 a. C.) entre Filipo V de Macedonia (r. 221-179 a. C.) y la Liga Etolia y sus aliados, Pleurato III, hijo de Escerdílidas de Iliria (r. 218-206 a. C.), se enfrentó al reino de Macedonia por el control de Dasaretia. En 217 a. C, En el año 200 a. C., durante la campaña del cónsul romano Publio Sulpicio Galba Máximo contra Filipo V de Macedonia (r. 221-179), el ejército romano atravesó Dasaretia y fue abastecido de grano. Según Tito Livio, fue tal la abundancia de los recursos suministrados que Publio indujo a regresar a los recolectores más alejados. En 197 a. C., tras la victoria romana en la batalla de Cinoscéfalos, Licnido fue cedida a Pleurato III.